# Tridentiger
Tridentiger és un gènere de peixos de la família dels gòbids i de l'ordre dels perciformes.

## Taxonomia
- Tridentiger barbatus (Günther, 1861)[2]
- Tridentiger bifasciatus (Steindachner, 1881)[3]
- Gòbid tridentat d'aletes curtes (T. brevispinis) (Katsuyama, Arai & Nakamura, 1972)[4]
- Tridentiger kuroiwae (Jordan & Tanaka, 1927)[5]
- Tridentiger nudicervicus (Tomiyama, 1934)[6]
- Tridentiger obscurus (Temminck & Schlegel, 1845)[7]
- Tridentiger trigonocephalus (Gill, 1859)[8][9][10][11][12][13][14]